# Bob Einstein
Stewart Robert Einstein  (Los Angeles, 20 de novembro de 1942 — Indian Wells, 2 de janeiro de 2019) foi um ator, roteirista e produtor de comédia estadunidense, mais conhecido por criar e interpretar o personagem satírico Super Dave Osborne. Einstein também era conhecido por seus papéis como Marty Funkhouser em Curb Your Enthusiasm e Larry Middleman em Arrested Development.
Einstein começou como roteirista em vários programas de variedades de televisão, incluindo o The Smothers Brothers Comedy Hour e o The Sonny & Cher Comedy Hour. Einstein ganhou dois prêmios Emmy como roteirista e foi indicado quatro outras vezes. Ele também ganhou um CableACE Award por atuar como Super Dave, juntamente com cinco outras indicações.
Einstein era o irmão mais velho do ator e comediante Albert Brooks.